# Pran Krishan Sikand
Pran Krishan Sikand (12. února 1920, Nové Dillí – 12. července 2013, Bombaj) byl indický filmový herec, jedna z největších hvězd v historii Bollywoodu. Natočil přes 350 filmů. Roku 2001 získal státní vyznamenání Padma bhúšan. Roku 2013 získal Národní filmovou cenu za celoživotní dílo. Ceremoniálu se však již pro špatný zdravotní stav nemohl zúčastnit a krátce na to zemřel. K filmu se dostal náhodou, když potkal filmového scenáristu v obchodě v Láhauru. Jeho první snímek byl z roku 1940 a jmenoval se Yamla Jat. K jeho nejslavnějším snímkům patří Milan, Madhumati a Zanjeer. Zpočátku hrál romantické hrdiny, ale později se přeorientoval na padouchy, jimiž proslul. Měl též přezdívku "zlý muž Bollywoodu".